# كيتي مكندلز
كيتي مكندلز (بالإنجليزية: Katy McCandless)‏ هي عداءة المسافات الطويلة أيرلندية، ولدت في 22 يونيو 1970.

## وصلات خارجية
- كيتي مكندلز على موقع الاتحاد الدولي لألعاب القوى (الإنجليزية)
- كيتي مكندلز على موقع أوليمبيديا (الإنجليزية)